# Sclerothorax hypselonotus
Sclerothorax hypselonotus (лат.) — вид вымерших земноводных из отряда темноспондильных, единственный в роде  Sclerothorax и семействе Sclerothoracidae. Представители вида обитали в начале триаса на территории современной Германии. Sclerothorax hypselonotus отличается очень широким и коротким черепом и удлинёнными остистыми отростками позвонков, образующими гребень вдоль спины животного. Является базальным членом клады (инфраотряда) Capitosauria — большой группы амфибий, распространившейся по всему миру в начале триаса и вымершей в конце этого периода.

## Описание

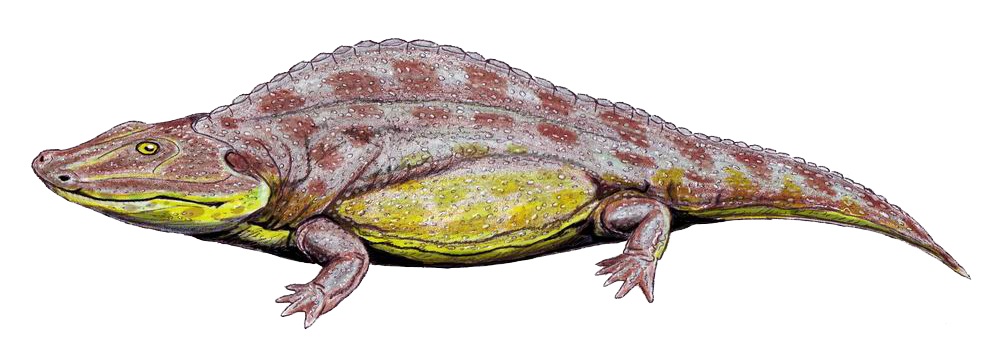
Реконструкция

Наиболее необычной особенностью рода является наличие удлинённых остистых отростков позвонков, образующих гребень, идущий вдоль всей спины. В передней части позвоночного столба отростки имеют наибольшую высоту. Плечевой пояс очень крупный, эпистернум превышает длину черепа — это означает, что Sclerothorax hypselonotus имеет самый пропорционально большой эпистернум среди всех темноспондильных. Тело покрыто множеством мелких остеодерм, вросшими в дерму. Череп короткий, очень широкий, сверху почти квадратной формы. Морда расширяется в области щёк. Крышка черепа также очень широка по сравнению с другими темноспондилами.

## Открытие
Два экземпляра ископаемых земноводных были обнаружены на территории немецкой федеративной земли Гессен в 1920-х годах. В 1932 году немецкий палеонтолог Фридрих фон Хюне изучил останки и описал новый вид, Sclerothorax hypselonotus, выделив его в новые род и семейство. Голотип состоял только из позвоночного столба, но из-за особенностей строения позвонков вид был отнесён к темноспондильным. Второй экземпляр также был описан Хюне и включал в себя полный череп, плечевой пояс и заднюю часть отростка спинного позвонка, которая имела явные признаки, позволявшие отнести находку к отряду.
В 1967 году был обнаружен третий образец, состоящий из позвонков и нижней челюсти. В 2004 году он был описан Майклом Фастнахтом, указавшим на сохранение отпечатка нёба. Оно узкое и длинное, напоминающее нёбо другого немецкого темноспондила Trematosaurus. Из-за этого Фастнахт пришел к выводу о том, что два экземпляра Хюне относятся к разным животным, а самый первый образец следует считать Sclerothorax hypselonotus. Однако позднее в коллекция немецких музеев были обнаружены ещё три образца с практически полными черепами в сочленении с позвоночником. Все экземпляры имели широкие, короткие черепа, аналогичные черепам предыдущих находок. Это означает, что все найденные окаменелости принадлежат одному виду.

## Систематика

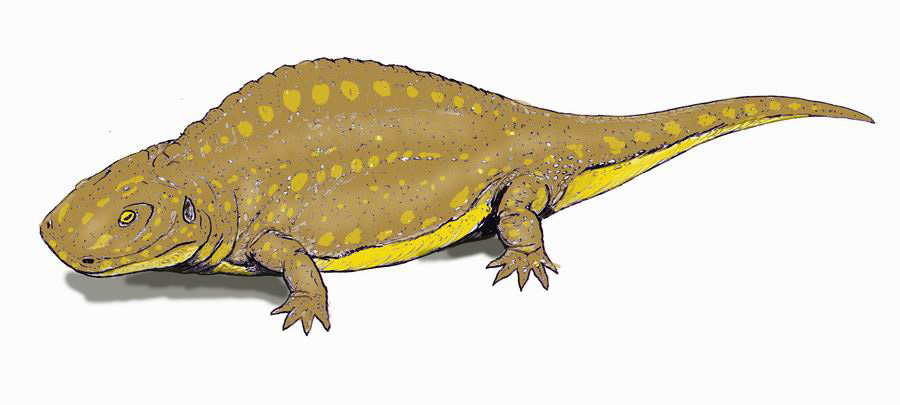
Реконструкция

Хюне первоначально отнёс Sclerothorax к семейству Actinodontidae, как и его близкого родственника Sclerocephalus. Такая классификация сближает род со стереоспондильными (Stereospondyli) — подотрядом амфибий, характеризующийся особым строением позвонков: тело позвонка образовано специальной костью, называемой «intercentra» (у других темноспондильных значительную часть тела позвонка образует кость под названием «pleurocentrum»). В год описания году Хюне выделил род в отдельное семейство Sclerothoracidae. Необычные позвонки Sclerothorax  hypselonotus, как предполагалось позднее, отдаляют животное от стереоспондильных, однако в 2000 году семейство было классифицировано как базальный член группы. Филогенетический анализ, проведённый в 2007 году, разместил Sclerothorax hypselonotus внутри клады Capitosauria.